# Endre Győrfi
Endre Győrfi (Hajmáskér, 30 marzo 1920 – Balatonföldvár, 2 giugno 1992) è stato un pallanuotista ungherese, vincitore di una medaglia d'argento all'olimpiade di Londra 1948.